# Carl von Müller (Verwaltungsjurist)

Exz. v. Müller

Thomas Carl Müller, ab 1903 Ritter von Müller, (* 14. Juni 1845 in Erlangen; † 10. März 1933 in München) war ein deutscher Verwaltungsjurist in Bayern.

## Leben
Als Sohn eines Erlanger Weinhändlers besuchte Carl Müller das Gymnasium Fridericianum Erlangen. Er studierte Rechtswissenschaft an der Universität Erlangen (WS 1863/64), der Universität Leipzig (1864), wieder in Erlangen (1865), an der Friedrich-Wilhelms-Universität Berlin (1866) und ab 1867 wieder in Erlangen. Er war Mitglied und Senior des Corps Onoldia und leitete 1866 (im Jahr des Deutschen Krieges) den Congress des Kösener Senioren-Convents-Verbandes. 1870 wurde er in Erlangen zum Dr. iur. promoviert. Er trat 1872 in den Staatsdienst des Königreichs Bayern. Er war Regierungsakzessist in Bayreuth, Bezirksamtsfunktionär in Fürth (1874), Bezirksamtsassessor in Fürth (1876) und Nürnberg (1880) und Sekretär der Bayerischen Landesausstellung in Nürnberg (1881). Seit 1881 Regierungsassessor im Bayerischen Innenministerium, wurde er 1887 Bezirksamtmann des Bezirksamts Lindau, 1888 Regierungsrat in Ansbach und 1894 Verwaltungsgerichtsrat in München. 1898 kam er als Oberregierungsrat an das Bayerische Kultusministerium. 1900 zum Ministerialrat befördert, wurde er 1906 Direktor des Bayerischen Verwaltungsgerichtshofs und 1907 Regierungspräsident in Unterfranken. Den Ruhestand verlebte er in München.

## Ehrungen
- Verdienstorden vom Heiligen Michael IV. Klasse (September 1897)
- Verdienstorden vom Heiligen Michael III. Klasse (Neujahr 1900)
- Nobilitierung (1903, durch Luitpold von Bayern)
- Königlicher Kronen-Orden (Preußen)
- Exzellenz (spätestens 1907)